# Émile Ali-Khan
Émile Ali-Khan (6 de juny de 1902 - ?) va ser un atleta francès, especialista en curses de velocitat, que va competir a començaments del segle xx.
El 1920 va prendre part en els Jocs Olímpics d'Anvers, on disputà dues proves del programa d'atletisme. En la cursa del 4x100 metres relleus, formant equip amb René Lorain, René Tirard i René Mourlon, guanyà la medalla de plata. En els 100 metres llisos finalitzà en cinquena posició.
El 1920 es proclamà campió nacional dels 100 metres.

## Millors marques
- 100 metres. 10.8" (1920)[2]